# Sahnie
Sahnie, född 12 juni 1962 i Hameln, Tyskland som Hans Runge, var 1982-85 basist i det tyska punkbandet Die Ärzte.
Sitt smeknamn lär han ha fått efter att ha kastat gräddkola från scenen under konserterna (grädde på tyska: Sahne).
Idag arbetar Runge på ett företag i Malaysia. Han är chef för 45 anställda. Företaget utvecklar mjukvara.